# Хасан I
Шейх Увайс Джалаїр — джалаїрський правитель Іраку, Азербайджану й частини Ірану.

## Правління
Не мав підтримки серед населення. Тому невдовзі був повалений своїми емірами, які привели до влади його брата Хусейна.